# Анастасьевка (Томская область)
Анаста́сьевка — село в Шегарском районе Томской области. Административный центр Анастасьевского сельского поселения.

## География
Село находится на левом берегу реки Шегарка, справа от автодороги Мельниково — Бакчар.

### Климат
В селе умеренно-холодный климат. Количество осадков значительное даже в засушливые месяцы. Влажный континентальный климат (индекс Dfb) согласно классификации Кеппена. Средняя годовая температура 0,1 °C, в год выпадает 477 мм осадков.
| Показатель                    | Янв.  | Фев.  | Март  | Апр. | Май  | Июнь | Июль | Авг. | Сен. | Окт. | Нояб. | Дек.  | Год  |
| ----------------------------- | ----- | ----- | ----- | ---- | ---- | ---- | ---- | ---- | ---- | ---- | ----- | ----- | ---- |
| Средний суточный максимум, °C | −14   | −12   | −2,9  | 6,1  | 15,4 | 22,2 | 24,9 | 21,2 | 15,0 | 4,5  | −5,6  | −11,7 | 5,3  |
| Средняя температура, °C       | −18,3 | −17,1 | −8,7  | 0,8  | 9,2  | 16,0 | 18,9 | 15,6 | 9,8  | 0,9  | −9,4  | −16   | 0,1  |
| Средний суточный минимум, °C  | −22,5 | −22,1 | −14,4 | −4,5 | 3,1  | 9,8  | 12,9 | 10,0 | 4,6  | −2,7 | −13,2 | −20,2 | −4,9 |
| Норма осадков, мм             | 25    | 17    | 17    | 27   | 46   | 58   | 66   | 64   | 45   | 45   | 39    | 28    | 477  |
| Источник:                     |       |       |       |      |      |      |      |      |      |      |       |       |      |

## История
Село основано 1888 году и первоначально называлось Ундинка (по названию речки). В 1902 году поселение было переименовано в Анастасьевку, в честь дочери российского императора Николая II. В 1926 году состояло из 154 хозяйств, основное население — русские. В административном отношении село являлось центром Анастасьевского сельсовета Богородского района Томского округа Сибирского края.

## Население
| 1926 | 2002 | 2010 | 2012 | 2013 | 2014 | 2015 |
| ---- | ---- | ---- | ---- | ---- | ---- | ---- |
| 876  | ↘634 | ↘625 | ↘618 | ↗622 | ↘618 | ↘613 |
| 2021 |      |      |      |      |      |      |
| ↘595 |      |      |      |      |      |      |

## Улицы
| - ул. Зелёная, - ул. Кирова, - ул. Мира, - ул. Молодёжная, - ул. Новая, | - ул. Пионерская, - пер. Почтовый, - ул. Садовая, - ул. Советская, - пер. Школьный. |

## Экономика
В селе расположено сельхозпредприятие ООО «Русь», основным видом деятельности которого является выращивание зерновых (кроме риса), зернобобовых культур и семян масличных культур.

## Инфраструктура
В селе функционируют средняя школа, фельдшерско-акушерский пункт, дом культуры, стадион, отделение связи.